# XER
XER fue una emisora de radio con licencia para Villa Acuña, Coahuila, México. De propiedad del controvertido médico estadounidense John R. Brinkley, fue la primera estación de radio en ser catalogada como "Border Blaster". Autodenominada "Estación del sol entre las naciones", XER transmitía en 735 kHz en la banda AM. 
Brinkley estableció una empresa de gestión llamada Villa Acuña Broadcasting Company ubicada al otro lado del Río Grande en Del Rio, Texas. Salió al aire por primera vez el 21 de octubre de 1932 con un transmisor de 50 kW y reclamó una potencia de salida de 75 kW a través de una antena omnidireccional. 
Las autoridades mexicanas cerraron XER el 24 de febrero de 1933 y la compañía que había administrado la estación fue disuelta. El código de identificación XER fue asignado en 1943 a una nueva estación en Linares, Nuevo León, la cual migró a FM y ahora es XHR-FM.